# 家山黧豆
家山黧豆（学名：Lathyrus sativus），为豆科山黧豆属下的一个植物种。